# Bondo (sắc tộc)
Người Bondo (còn được gọi là Bonda, Bondo Poraja, Bhonda, hoặc Remo) là một bộ lạc cổ xưa với dân số khoảng 12.000 (điều tra dân số năm 2011), sinh sống tại các vùng đồi cô lập của Malkangiri huyện phía tây nam của bang Orissa, Ấn Độ, gần đường giao nhau của ba bang Orissa, Chhattisgarh và Andhra Pradesh.